# ابوالفضل ظهره‌وند
ابوالفضل ظهره‌وند (زادهٔ ۱۳۳۸ تهران) سیاستمدار و دیپلمات ایرانی و نماینده دوره دوازدهم مجلس شورای اسلامی از حوزه انتخابیه تهران، ری، شمیرانات، اسلامشهر و پردیس است.
وی در سمت‌های مختلفی از جمله مشاور رئیس‌جمهور، معاون دبیر شورای عالی امنیت ملی، عضو تیم مذاکره‌کننده هسته‌ای ایران و سفیر ایران در ایتالیا و افغانستان فعالیت کرده است. او یک تحلیلگر و نظریه‌پرداز روابط بین‌الملل بر مبنای تفکرات اسلامی است.وی در اوایل دولت نهم، با نظر شخص رئیس‌جمهور به عنوان سفیر ایران در ایتالیا منصوب می‌شود. نام او در دی ماه سال ۱۳۸۶ بر سر زبان‌ها افتاد. در آن زمان منوچهر متکی در جایگاه وزیر امور خارجه هیاتی را برای بازرسی از عملکرد شخص سفیر و نمایندگی ایران در ایتالیا به رم می‌فرستد. ظهره وند نه تنها مانع بازرسی این هیئت می‌شود، بلکه هیئت مذکور را به تهران بازمی‌گرداند. دوره سفارت وی در ایتالیا با عدم کارآمدی وی با شکایت‌های کارکنان سفارت ایران و هیئت‌های دولتی و پارلمانی و مردمی از سوء مدیریت وی، در طول ماه‌های مدیریت وی شد و پرونده سفارت ایران و ایتالیا را حجیم و تحول در این نمایندگی را غیرقابل اجتناب ساخته بود.وی از نزدیکان محمود احمدی‌نژاد بود و ادعایی دربارهٔ ترور احمدی‌نژاد با اشعه ایکس را مطرح کرد. وی از وابستگان به خانواده محمدرضا مهدوی کنی نیز می‌باشد. وی مدت زمانی بعنوان معاون اداری و مالی وزارت اطلاعات فعالیت میکرد.

## خلاصه زندگی
او فعالیت سیاسی خود را بعد از انقلاب اسلامی در ایران از وزارت خارجه شروع کرد و از سال ۱۳۷۱، در دوره جنگ ائتلاف شمال درافغانستان با طالبان، سرکنسول ایران در مزارشریف بود. وی بین سال‌های ۱۳۷۶ تا ۱۳۷۹ به عنوان مشاور معاون وقت آسیا و اقیانوسیه وزارت امور خارجه کار کرد.
ظهره‌وند از سال ۱۳۸۵ به عنوان سفیر ایران در ایتالیا مشغول به کار شد. این دوره با سفر رئیس‌جمهور برای شرکت در نشست فائو به ایتالیا همراه شد که در نتیجه سخنان ضد صهیونیسم جهانی رئیس‌جمهور قبل از سفر، دولت ایتالیا استقبال رسمی معمول از او بجا نیاورد و دیدار نخست‌وزیر ایتالیا و پاپ بندیک شانزدهم با او لغو شد. در نتیجه این سفر غیر موفق و اختلاف پیش‌آمده بین وزیر خارجه و رئیس‌جمهور وقت، ظهره‌وند زودتر از موعد به تهران فراخوانده شد.
او از سال ۱۳۸۷ تا ۱۳۹۱ مشاور رسانه‌ای دبیر شورای عالی امنیت ملی وقت در دوران مذاکرات هسته‌ای بود و همچنین از شهریور ۱۳۸۹ به عنوان مشاور رئیس‌جمهور در امور افغانستان فعالیت کرد. او در بحبوحه امضای موافقت‌نامه استراتژیک بین ایالات متحده آمریکا و افغانستان به عنوان سفیر ایران در افغانستان منصوب شد و به کابل رفت.
در این دوره با فشار دولت آمریکا، موافقت شفاهی دولت افغانستان با این موافقت‌نامه کسب شده بود ولی با گفتگوهای ظهره‌وند و بزرگان جهادی با مسئولان وقت دولت افغانستان و اقناع آن‌ها، رئیس‌جمهور وقت افغانستان، حامد کرزای، به دلیل قید شدن مصونیت قضایی سربازان آمریکایی از محاکمه در افغانستان در این موافقت‌نامه و همچنین لزوم ذکر شدن دفاع از افغانستان در صورت تجاور خارجی (مانند ورود نیروهای مسلح طالبان از مرز پاکستان به داخل خاک این کشور) در موافقت‌نامه، از قبول بخش‌هایی از این پیمان و امضای آن خودداری کرد. تغییر نظر دولت وقت افغانستان در این باره اظهار نارضایتی شدید برخی از سیاسیون حامی شرایط موافقت‌نامه استراتژیک آمریکا و افغانستان در ضدیت با ظهره‌وند و رئیس‌جمهور کرزای به همراه داشت و برخی نمایندگان مجلس افغانسان در بلندگوی مجلس خواستار اخراج ظهره‌وند و امضای سریع این موافق نامه توسط حامد کرزای شدند. در نتیجه فشار وسیع رسانه‌ای ایجاد شده ضد مخالفان شرایط این پیمان استراتژیک، وزارت خارجه ایران در مهر ۱۳۹۲ ظهره‌وند را به تهران فراخواند. بعد از این نیز امتناع رئیس‌جمهور حامد کرزای از امضای موافقت‌نامه ادامه پیدا کرد تا اینکه در ابتدای ریاست‌جمهوری محمد اشرف غنی به امضا رسید.

## پیشینهٔ اجرایی
- معاون گزینش وزارت امور خارجه
- معاون اداره بازرسی
- کاردار موقت جمهوری اسلامی ایران در نیجر
- معاون اداره دوم (غرب آسیا)
- سرکنسول جمهوری اسلامی ایران در مزارشریف
- نماینده ویژه ایران در امور افغانستان
- مشاور رئیس‌جمهور در امور افغانستان
- مشاور معاون آسیا اقیانوسیه وزارت امورخارجه
- سفیر جمهوری اسلامی ایران در ایتالیا
- معاون رسانه‌ای دبیرخانه شورای عالی امنیت ملی
- عضو ستاد تدابیر ویژه دولت
- سفیر جمهوری اسلامی ایران در افغانستان
- کارشناس ارشد سیاسی[۱۴]

### سرکنسولی ایران در مزارشریف و جنگ ائتلاف شمال و طالبان
ظهره‌وند در زمان ریاست جمهوری علی اکبرهاشمی رفسنجانی حدود پنج سال از سال ۷۱ تا ۷۶ سرکنسول ایران در مزارشریف بود و به عنوان اولین سرکنسول با ائتلاف شمال در افغانستان کار می‌کرد. او وضعیت خود را در این زمان چنین روایت می‌کند:
«سرکنسول پاکستان به من تلفن زد و گفت آقای سرکنسول شما اصلاً نگران نباشید از تهران با اسلام‌آباد هماهنگ شده و امنیت شما با ماست.»
این سخن سرکنسول پاکستان، به‌غرور ظهره‌وند برمی‌خورد. اما دو روز بعد که حوادث به زیان طالبان رقم خورد، چنین می‌گوید:
«[وقتی] ابتکار عمل که به‌دست مردم افتاد، تلفن کردم به کنسولگری پاکستان و با سرکنسول صحبت کردم. گفتم شما نگران نباشید و اگر می‌خواهید من چند نفر را می‌فرستم تا شما را به این‌جا بیاورند و از بابت امنیت خود نگران نباشید!»
اما او سقوط دوم مزارشریف را به‌چشم ندید و پس از پایان دوره ماموریتش که با ریاست جمهوری محمد خاتمی همزمان بود، مشاور معاون وزارت خارجه ایران شد. به‌گفتهٔ رازق مأمون، بین سال‌های ۱۳۷۶ تا ۱۳۷۹، به‌عنوان مشاور معاون وقت آسیا و اقیانوسیه وزارت امور خارجه فعالیت می‌کرد و طرح «گروه صلح قبرس» از ابتکارات او بود.

### سفارت در ایتالیا و سفر احمدی نژاد
در ماه‌های نخست ریاست جمهوری محمود احمدی‌نژاد، برخلاف ابراز مخالفت منوچهر متکی، وزیر خارجه وقت، ظهره‌وند به‌عنوان سفیر ایران عازم رُم پایتخت ایتالیا گردید. از آنجایی که سفرا در ایران معمولاً به پیشنهاد وزیر خارجه و تأیید رئیس‌جمهور انتخاب می‌شوند، اما دربارهٔ این سفیر، به اذعان وزیر خارجه وقت، وضع بدین صورت نبود.
او زمانی که سفیر ایران در رم بود با حمایت از رئیس شرکت تولید پوشاک بنتون که به ایران سفر کرده بود خبرساز شد. با چشمگیر شدن فعالیت فروشگاه‌های شرکت بنتون در تهران، منتقدان حضور کالاهای غربی، با اتهام «صهیونیست» بودن رئیس شرکت بنتون، حضور و سرمایه‌گذاری آن را در ایران به‌باد انتقاد شدید گرفتند. در این زمان که مأموریت ظهره‌وند به‌عنوان سفیر ایران در ایتالیا تازه آغاز شده بود، او با انتشار بیانیه‌ای رسمی، رئیس این شرکت را «یک کاتولیک معتقد» خواند و از سرمایه‌گذاری این شرکت ایتالیایی در ایران حمایت کرد.
محمود احمدی‌نژاد در بهار سال ۱۳۸۷ برای شرکت در اجلاس فائو که در رم برگزار می‌شد، دعوت گردید و ب عنوان اولین سفر اروپایی احمدی‌نژاد از زمان آغاز ریاست جمهوری‌اش در سال ۱۳۸۴ به یکی از جنجالی‌ترین مسافرت‌های رئیس‌جمهور ایران و یکی از مهم‌ترین موضوعات پیرامونی اجلاس فائو بدل گردید.
احمدی‌نژاد که پیش از ترک تهران به مقصد رُم مواضع شدیدی علیه صهیونیسم جهانی و اسرائیل را مطرح کرده بود. با وجود دعوت رسمی دبیرکل فائو از رئیس‌جمهور ایران برای شرکت در این نشست، دولت ایتالیا در هنگام ورود او به رم از برگزاری مراسم استقبال رسمی که معمول است، خودداری کرده بود. احمدی نژاد نیز در بدو ورود به فرودگاه رم گفت که «مردم اروپا بیش از همه از صهیونیسم آسیب دیده‌اند و اکنون هم هزینه‌های سیاسی و اقتصادی این رژیم دروغین به دوش مردم اروپا افتاده است.»
پس از انتشار سخنان احمدی‌نژاد، وزیر دفاع ایتالیا اظهارات او را «خلاف تاریخ و عقل سلیم» خواند. رئیس مجلس ایتالیا هم برای اعتراض، ملاقات خود با ابوالفضل ظهره‌وند را لغو کرد. نخست‌وزیر ایتالیا هم که مهمانی شامی به افتخار سران دولت‌های شرکت‌کننده در نشست فائو برگزار کرده بود تنها محمود احمدی‌نژاد و رابرت موگابه، رهبر زیمبابوه، را به این مهمانی دعوت نکرد.
منابع رسمی از برنامه دیدار رئیس‌جمهور ایران با سیلویو برلوسکونی، نخست‌وزیر وقت ایتالیا و پاپ بندیکت شانزدهم، رهبر کاتولیک‌های جهان خبر داده بودند. اما زمانی که رئیس‌جمهور ایران از رم به تهران بازگشت، فقط موفق به ملاقات با نخست‌وزیر ژاپن، معاون رئیس‌جمهور کوبا و بازرگانان ایتالیایی شده بود. او فقط در یک روز از نشست سه روزه فائو شرکت داشت. . در جریان سفر محمود احمدی نژاد به ایتالیا برای حضور در نشست فائو، ابوالفضل ظهره وند تقریبا در ترتیب دادن دیدارهایی بین احمدی نژاد و رهبران کشورهای مختلف ناکام می ماند. گفته می شود تنها موفق به ترتیب دادن برنامه ملاقات احمدی نژاد با بازرگانن ایتالیایی می شود.

حدود یک ماه پس از سفر رئیس‌جمهور ایران، ظهره‌وند در گفت‌وگو با ایرنا، خبرگزاری رسمی جمهوری اسلامی، گزارش‌های مربوط به سوءقصد به‌جان احمدی‌نژاد در سفر به رُم را تأیید کرد و گفت این موضوع «توهم توطئه نیست و صحت دارد.» او با اشاره به خطر جانی ناشی از بالا رفتن میزان اشعهٔ ایکس از ۱۵۰۰ واحد به بالا اشاره کرد که:
«گروهی قصد داشتند هنگام اقامت آقای احمدی‌نژاد در رُم، با استفاده از تابش مقادیر بسیار زیاد اشعهٔ ایکس، او را دچار مسمومیت کنند. وقتی رئیس‌جمهوری وارد محل شد، میزان اشعه دستگاه بیشتر شد و به بالای ۱۰۰۰ رسید، به‌طوری که آثار ناشی از شدت اشعه در محیط داخل ساختمان کاملاً احساس می‌شد.»
کمتر از سه هفته بعد از سفر محمود احمدی‌نژاد به رُم، ابوالفضل ظهره‌وند از ایتالیا به تهران فراخوانده شد. پیش از آن‌که فراخوانی ظهره‌وند رسماً تأیید شود، او در گفت‌وگویی با سایت خبری تابناک از تغییر خود به‌درخواست احمدی‌نژاد خبر داده و وجود انتقادها نسبت به سفر رئیس‌جمهور به ایتالیا را تأیید کرده بود.

### معاون رسانه‌ای دبیرخانه شورای عالی امنیت ملی
ابوالفضل ظهره‌وند سال ۱۳۸۷ تا ۱۳۹۱ به عنوان معاون رسانه‌ای دبیرخانه شورای عالی امنیت ملی ایران در دوره مسئولیت سعید جلیلی خدمت کرد. مهم‌ترین پرونده کاری شورا در این زمان مذاکرات هسته ای ایران در قالب گروه ۵+۱ بود که زیر نظر این شورا پیگیری می‌شد و ظهره‌وند یکی از اعضای تیم مذاکره کننده هسته‌ای ایران در این دوره بود.

### مشاور رئیس‌جمهور در امور افغانستان
ظهره‌وند از شهریور ۱۳۸۹ به عنوان یکی از پنج نماینده ویژه رئیس‌جمهور در رابطه با سیاست خارجی مربوط به مناطق مختلف جهان، در رابطه با امور مربوط به افغانستان منسوب شد. بعدها با حذف عنوان کاری «نمایندگان ویژه رئیس‌جمهور»، به عنوان مشاور رئیس‌جمهور در امور افغانستان تا مرداد ۱۳۹۲ به ادامه فعالیت پرداخت.

### سفارت در افغانستان و مخالفت مقامات دولت افغانستان
بعد از به بن‌بست خوردن مذاکرات هسته ای در این دوره، ظهره‌وند به عنوان سفیر ایران در افغانستان منسوب شد و در هفتم اردیبهشت (۲۶ آوریل) ۱۳۹۱ استوارنامه خود را در ارگ ریاست جمهوری افغانستان، تسلیم رئیس‌جمهور افغانستان، حامد کرزای، کرد.
ابوالفضل ظهره‌وند هفتم اردیبهشت همان سال در کابل کارش را رسماً آغاز کرد. اما اظهارات وی در مورد موافقت‌نامه استراتژیک آمریکا و افغانستان در نخستین هفته‌های کارش در کابل، واکنش شدید نمایندگان شماری از گروه‌های سیاسی در مجلس سنا و نمایندگان افغانستان را برانگیخت و در رسانه‌های داخلی افغانستان نیز بازتاب گسترده‌ای یافت.
چهار روز پس از امضای موافقت‌نامه استراتژیک آمریکا و افغانستان، وزارت امور خارجه ایران امضای این سندی را برای کشورهای منطقه نگران‌کننده توصیف کرد.
رامین مهمان‌پرست سخنگوی وزارت خارجه ایران گفت: «ابهام در وضعیت آینده پایگاه‌های نظامی آمریکا در افغانستان و عدم شفافیت در نحوه وظایف امنیتی آمریکا از محورهای نگرانی ایران و کشورهای منطقه است.»
وزارت امور خارجه افغانستان روز سه شنبه هفتم ماه مه، ابوالفضل ظهره‌وند سفیر ایران در کابل را فراخوانده بود تا در مورد اظهارات اخیرش در رابطه به موافقت‌نامه آمریکا و افغانستان، توضیح دهد.

### ریاست‌جمهوری حسن روحانی و مخالفت با برجام
وی با شروع مذاکرات هسته‌ای در دولت روحانی به تحلیلگری مذاکرات پرداخت. وی در دوران امضای توافق موقت هسته‌ای در دانشگاه تهران تأکید کرد که طبق فکت شیت منتشر شده توسط طرف آمریکایی که مورد تأیید طرف روس قرار گرفت فقط تحریم‌های هسته‌ای و نه اشاعه‌ای، به‌صورت موقت تعلیق می‌شوند و قرار بر لغو تحریم‌ها نیست و لازم است طرفی که این ادعا را رد می‌کند نیز فکت شیت دربارهٔ تشریح توافق لوزان ارائه کند. وی گفت که تحریم چیزی نیست که (با این توافق) برداشته شود مگر اینکه مثلاً ورود وسایل خانگی و چند میلیارد دلار پول را آزاد کنند. برای آمریکا بحث هسته‌ای مطرح نیست بلکه بحث انقلاب اسلامی و وجه الهام‌بخشی آن مطرح است. وی گفت که مسئله هسته‌ای بهانه‌ای برای فشار است و فکر نکنید اگر تمام شود تحریم هم تمام می‌شود، بلکه اگر چرخ سانتریفیوژ نچرخد، چرخ اقتصاد هم نخواهد چرخید. وی بیان کرد که باید ابتدا با غرب توافق شود و از آنجایی که در صنعت هسته‌ای بخش صلح آمیز و غیرصلح آمیز قابل تفکیک نیست، این موضوع در آینده باعث جلوگیری از غنی‌سازی و صنعت هسته‌ای ایران نمی‌شود. او همچنین این صنعت را (حتی در بعد صلح آمیز) صنعتی بازدارنده توصیف کرد و گفت فشار آمریکا برای این است که بتواند قدرت بازدارندگی ایران از بین برود.
او بعدها خرداد ماه سال ۱۴۰۳ دربارهٔ دربارهٔ این جمله که «اگر چرخ سانتریفیوژ نچرخد، چرخ اقتصاد هم نخواهد چرخید» می‌گوید تحریم‌ها برای سانتریفیوژ (و مسئله هسته‌ای) وضع نشده و ممکن است مثل پاکستان و غیره شما تسلیم شوید و بمب اتم هم به شما بدهند … و با حذف کلی برنامه هسته‌ای هم تحریم‌ها برداشته نمی‌شوند.
وی در آستانه توافق هسته‌ای با غرب در سال ۱۳۹۴، در مناظرات متعدد در این باره در رسانه‌های صوتی و تصویری و دانشگاه‌ها شرکت می‌کرد. در یکی از این مناظرات در شبکه ۵ تلویزیون ایران در اردیبهشت ماه سال ۱۳۹۴ او با ذکر غیر الزام‌آور بودن معاهدات بین‌المللی (مانند قطعنامه‌های سازمان ملل) بدون تصویب کنگره برای دولت آمریکا و سابقه داشتن عهدشکنی آمریکا در توافقاتش با کشورهایی که وضعیتی مشابه ایران داشتند و مثال زدن توافق آمریکا با ویتنام بعد از اتمام جنگ در این کشور، خواستار مکانیزم‌هایی برای مقابله با این موضوع در توافق احتمالی شد. وی اشاره کرد، با توجه به اینکه کمتر از ۲ سال تا پایان دولت اوباما در کاخ سفید مانده، اگر دور بعد انتخابات ریاست‌جمهوری این کشور دولتی از جناح مخالف سر کار بیاید، همه چیز تغییر خواهد کرد.
ظهره‌وند بعدها با زیر سؤال بردن نحوه مذاکره تیم ایرانی و از جمله محمدجواد ظریف در دوران مذاکرات در مصاحبه با رادیو ملی آمریکا مبنی بر اینکه هرگونه توافق بهتر از عدم توافق است می‌گوید «مگر قرار بود که کشور تسخیر شود و ساختار فرو بپاشد که شما رفتید گفتید هرگونه توافق بهتر از عدم توافق است؟ مثلاً وقتی ژاپن را بمباران کردند و امپراتوری در حال فروپاشی بود گفتند هرگونه توافق بهتر از عدم توافق است و رفتند و تسلیم شدند.»

### حمایت از سعید جلیلی و مخالفت با اقدامات اسرائیل
ابوالفضل ظهره‌وند عضو کمیسیون امنیت ملی مجلس گه پیش از این در انتخابات ریاست جمهوری ۱۴۰۳ از سعید جلیلی حمایت کرده بود، بعد از حمله اسرائیل به لبنان و کشته شدن سید حسن نصرالله، در یک گفت‌وگوی تلویزیونی اظهار داشت، که اگر اگر جلیلی رئیس‌جمهور بود، اسرائیل جرأت این اقدامات را نداشت.

### آسیب ندیدن از تحریم
ابوالفضل ظهره‌وند در همایش پلاک دیپلمات که از سوی بسیج دانشجویی دانشگاه صنعتی شریف برگزار شد، مدعی شد جمهوری اسلامی ایران برخلاف انتظار طبق نظرسنجی‌ها کمترین آسیب را در دوران کنونی داشته و این در حالی است که آمار خوبی در خصوص وضعیت اقتصادی آمریکا و اروپا وجود ندارد.

### ارتباط با چین و روسیه
ابوالفضل ظهره‌وند در یک مصاحبه گفت، که در دولت دوازدهم نگاه به سمت غربی‌ها بود و اکنون در وقت سخت باید سعی کنیم بر اساس یک روابط راهبردی و تاثیرگذار از ظرفیت موثر چین و روسیه به نفع خود استفاده کنیم و باید دولت نگاهش را به سمت چین و روسیه بچرخاند.وی در گفت و گو با خبرنگار سیاسی خبرگزاری موج نیز مدعی شد،  گفت و گو با آمریکا موجب از دست رفتن روابط راهبردی ایران با روسیه و چین می شود.

### مخالفت با FATF
ابوالفضل ظهره‌وند در گفت‌وگو با تسنیم مدعی شد که توافق با FATF مشکل تحریم های بانکی را حل نمی‌کند و تصویب آن نیز جایز نیست. وی در ادامه گفت، که باید دستورات FATF را زیر سوال ببریم، زیرا این نهاد تحت کنترل آمریکا قرار دارد.

### حمایت از هزینه ایران در سوریه
ابوالفضل ظهره‌وند عضو کمیسیون امنیت ملی و سیاست خارجی مجلس شورای اسلامی هزینه های ایران در سوریه را ناچیز دانست و گفت، که این هزینه‌ها برای تهدیدهایی بود که دشمنان می‌خواستند ژئوپلتیک منطقه را تغییر دهند و برای این هدف خود حدود ۵ هزار میلیارد دلار هزینه کردند.

### احیای شأن و اقتدار ایرانی با حمله به اسرائیل
ابوالفضل ظهره‌وند در مصاحبه خود با دیده بان ایران مطرح کرد، به دنبال مطالبه خون به‌ناحق ریخته‌شده اسماعیل هنیه باید به اسرائیل جواب دندان‌شکن ارائه داد.